# Galicyjsko-bukowińskie generał-gubernatorstwo

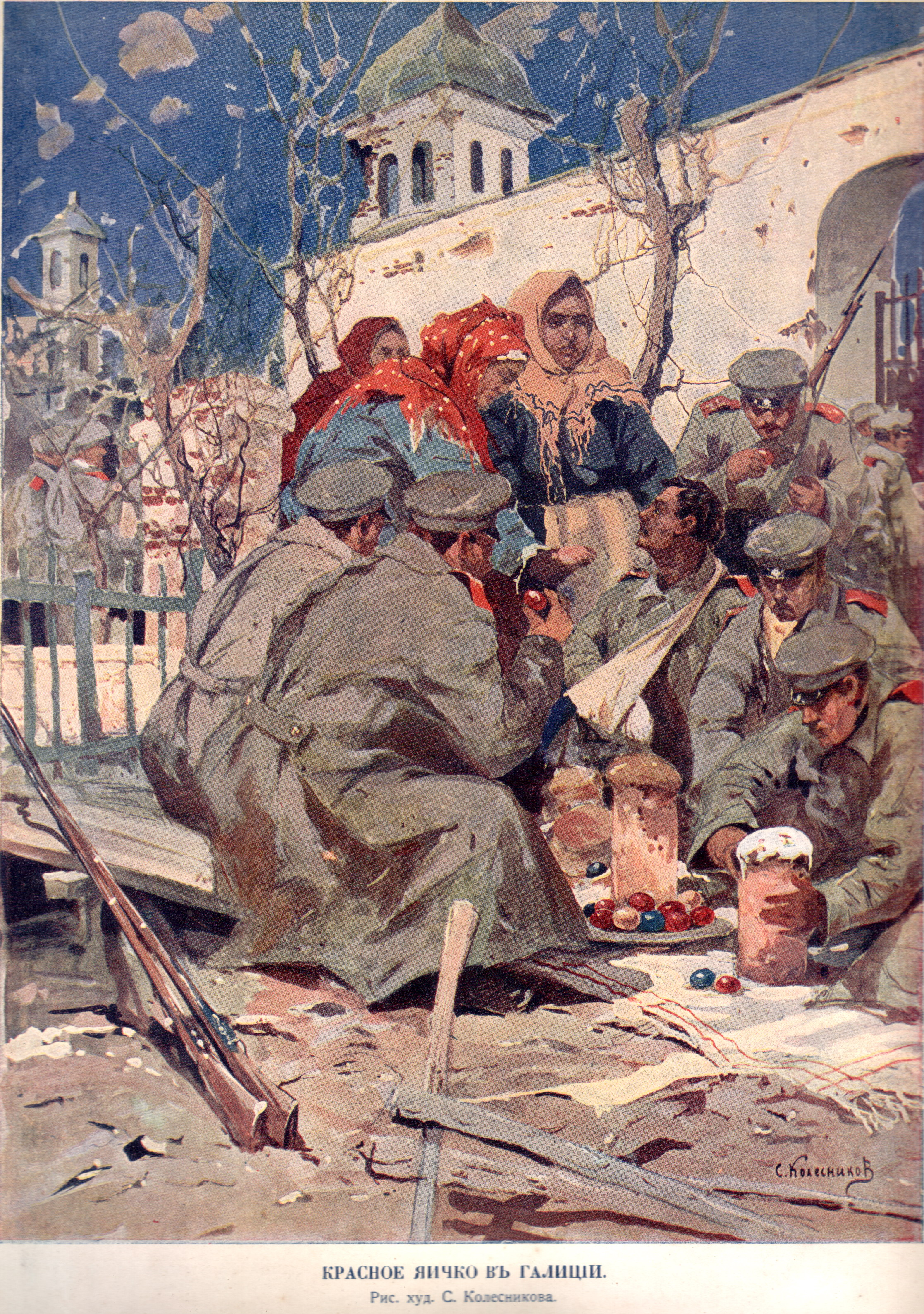
Propagandowa pocztówka rosyjska - "Wielkanoc w Galicji"

Galicyjsko-bukowińskie generał-gubernatorstwo (ros. Галицийское генерал-губернаторство) –  tymczasowa jednostka administracyjna Imperium Rosyjskiego, utworzona w na okupowanych przez wojska rosyjskie terenach austriackich Galicji i Bukowiny. Stolicą prowincji były Czerniowce. Generał-gubernatorstwo działało w latach 1914–1917, dzieliło się na cztery gubernie: początkowo lwowską i tarnopolską, później (w miarę postępów ofensywy rosyjskiej) również przemyską i czerniowiecką. Kolejno generał-gubernatorami byli: Gieorgij Bobrinski (1914-1915) i Fiodor Trepow (1916-1917).

## Zajęcie Galicji przez wojska rosyjskie
Problem przynależności Galicji, obok sprzecznych interesów obydwu państw na Bałkanach, stanowił podstawową przyczynę wybuchu wojny między Rosją a Austro-Węgrami. Przyłączenie Galicji do Imperium Rosyjskiego według rosyjskiej administracji miało zakończyć proces "zbierania ziem ruskich" pod berłem carów.
Wojska rosyjskie zajęły Lwów 3 września 1914. Tego samego dnia ich wódz naczelny wielki książę Mikołaj Mikołajewicz wydał do galicyjskich Ukraińców, konsekwentnie określanych jako naród russki, odezwę, w której ogłaszał zjednoczenie "wielkiej i niepodzielnej Rosji". Informacja o wejściu wojsk rosyjskich do Galicji wywołała ogromny entuzjazm rosyjskiej prasy, która ogłosiła oswobodzenie ostatniej grupy Rosjan spod obcego jarzma. Również miejscowa ludność ukraińska odnosiła się przychylnie do wojsk rosyjskich w czasie ich marszu.
Generał-gubernatorstwo z Gieorgijem Bobrinskim na czele zostało powołane we wrześniu 1914. Gubernator w następujący sposób charakteryzował program działania władz rosyjskich na okupowanym terytorium:

wschodnia Galicja i Łemkowszczyzna z dawien dawna stanowiły rdzenną część jedynej wielkiej Rusi. Na tych ziemiach rdzenna ludność zawsze była russką, a zatem układ na tych ziemiach winien zasadzać się na pierwiastkach russkich. Będę tu wprowadzał russki język, prawo i urządzenie państwowe

W założeniach władz generał-gubernatorstwa Galicja powinna zostać podzielona na część rosyjską i polską (wschodnią i zachodnią). Do pierwszej z wymienionych zaliczono wszystkie obszary zamieszkane przez ludność spełniającą jedno z kryteriów: wyznanie prawosławne, wyznanie katolickie w obrządku bizantyjskim, posługiwanie się dialektem ruskim, wśród Węgrów poczucie przynależności do "plemienia rosyjskiego" (węg. orosz).
Generał-gubernatorstwo składało się z czterech guberni: lwowskiej, halickiej (przemianowana następnie na tarnopolską), przemyskiej i czerniowieckiej. Obsadzono jednak jedynie stanowiska gubernatorów lwowskiego (M. Mielnikow) oraz halickiego (I. Czartoryżski). Gubernie dzieliły się na ujezdy (powiaty).

## Polityka rosyjska w Galicji od sierpnia 1914 do czerwca 1916

### Polityka narodowościowa
W oficjalnej rosyjskiej wizji historii Galicja stanowiła część Świętej Rusi, siłą od niej oderwaną. Dlatego wkraczających na ziemie austriackie żołnierzom tłumaczono, że spotkają na nich ludność tożsamą z mieszkańcami Ukrainy Naddnieprzańskiej, a zatem część wielkiego narodu rosyjskiego. Przybywający do Galicji Rosjanie, przekonani o słuszności tego typu haseł i spotykający się głównie z działaczami moskalofilskimi, w ocenie W. Osadczego widzieli w Galicji to, co chcieli zobaczyć. Ten sam autor wskazuje, że

W duchu "braterskiej jedności" usiłowali Rosjanie budować swe relacje z miejscową ludnością pojmowaną jako integralna część narodu rosyjskiego, respektując przy tym jej regionalną i etnograficzną odmienność. (...) Obiektywną przeszkodą w dziele krzewienia sielankowego braterstwa na skalę było to, że większość ruskiej ludności galicyjskiej czuła swą narodową odrębność w stosunku do Rosjan

Rosyjscy politycy nieprzychylnie odnosili się do ukraińskiego ruchu narodowego, który stał w opozycji do planów budowy Wielkiej Rosji, w skład której wchodziłaby Galicja. Dlatego po wejściu wojsk rosyjskich w granice austriackie prasa rosyjska wszczęła antyukraińską kampanię, w ramach której ruch narodowy Ukraińców przedstawiano jako sztuczny wytwór, który naturalnie zniknie w momencie zjednoczenia ziem russkich w jednym państwie. Administracja generał-gubernatorstwa podjęła szeroko zakrojone represje przeciwko ukraińskim działaczom narodowym. Zlikwidowano ukraińskie wydawnictwa, prasę, instytucje oświatowe i kulturalne. Ludność Galicji określano w cenzurowanej prasie, także polskojęzycznej, wyłącznie jako russką. 12 tys. osób uznanych za ukraińskich aktywistów narodowych internowano w Rosji. W liczbie tej znalazła się znaczna grupa duchownych greckokatolickich. Rosyjski minister spraw zagranicznych Siergiej Sazonow ogłosił zamiar ostatecznego skończenia z "ukraiństwem".
Całkowitej rusyfikacji planowano poddać szkolnictwo. Języki polski, niemiecki i ukraiński (nazywany "narzeczem małoruskim") miały być używane w szkołach przejściowo, tylko do 1916, gdy miał zastąpić je wyłącznie język rosyjski. Zimą 1914 uruchomiono kursy tego języka, jak również historii i kultury Rosji, w Stanisławowie, Lwowie, Tarnopolu i Samborze. Otwarto kursy kształcące nauczycieli dla planowanych rosyjskich szkół ludowych, na które zgłosiło się 350 osób. Administracja rosyjska planowała otwarcie w ciągu pięciu lat 9 tys. szkół ludowych, 25 gimnazjów męskich i 25 żeńskich oraz 70 wyższych liceów ludowych. Kursy dla przyszłej kadry wymienionych szkół kształcono także w Petersburgu, gdzie 18 stycznia 1915 Galicyjsko-Russkie Towarzystwo Dobroczynne zainaugurowało kurs dla 156 nauczycieli pochodzących z Galicji.
Rozprawa z ukraińskim ruchem narodowym wzbudziła głosy krytyki także w samej Rosji. O ile koła powiązane ze Związkiem Narodu Rosyjskiego i innymi ugrupowaniami nacjonalistycznej prawicy poparła tę politykę, rosyjskie partie mniejszości narodowych i liberałowie sprzeciwiały się jej. Paweł Milukow, poseł do Dumy Państwowej, z parlamentarnej trybuny nazwał politykę rosyjską w Galicji "europejskim skandalem" i podkreślał jej fatalne skutki: ludność Galicji, początkowo pozytywnie nastawiona do Rosjan, zmieniła swój stosunek do nich.
W odniesieniu do Lwowa władze rosyjskie zaplanowały szeroko zakrojoną akcję depolonizacyjną. W styczniu 1915 postanowiono połączyć miasto z kilkoma sąsiadującymi wsiami, w których większość mieszkańców stanowili ukraińscy chłopi, traktowani jako przyszli Rosjanie. Planowano usunięcie ze Lwowa polskich pomników, nakazano także usunięcie wszystkich publicznie eksponowanych symboli, które mogły odwoływać się do rządów austriackich bądź do polskiego patriotyzmu. Rusyfikację Galicji miała przyspieszyć akcja osiedlania w regionie Rosjan, których planowano sprowadzić nawet w liczbie 300 tys..

### Działalność moskalofilów galicyjskich
W swojej polityce narodowościowej w Galicji administracja rosyjska była popierana przez moskalofilów skupionych wokół Russkiej Rady. Moskalofile i ich zwolennicy byli traktowani przez Rosjan jako jedyni reprezentanci ukraińskiej ludności Galicji, mimo faktu, że ruch rusofilski już przed wybuchem I wojny światowej stanowił margines politycznej sceny w regionie. 22 września 1914 delegacja moskalofilska kierowana przez Wołodymyra Dudykewycza udała się do generał-gubernatora, dziękując za przyłączenie Galicji do Rosji. Organizacje rusofilskie, zdelegalizowane przez władze austriackie przed wybuchem wojny, wznowiły swoją aktywność. Ponownie otwarte zostały czytelnie Towarzystwa im. Mychajła Kaczkowśkiego oraz pisma Prikarpatskaja Rus'  i Gołos Naroda. Rada Ludowa, naczelny organ Russkiej Partii Ludowej, opracowała projekt zmiany miejscowości w Galicji na zrusyfikowane ludowe nazwy rusińskie lub upamiętniające słynnych Rosjan.
Moskalofile galicyjscy prezentowali program rusyfikacji Galicji jeszcze radykalniejszy od tego, jaki zamierzał wdrażać generał-gubernator Bobrinski. Sugerowali również użycie bardziej zdecydowanych środków, dyskredytując hasła stabilności i tolerancji, jakimi posługiwała się wojskowa administracja rosyjska. Jak pisze Włodzimierz Osadczy:

Doszło do dostrzegalnej konfrontacji między ostrożną polityką władz okupacyjnych skierowaną na zachowanie spokoju i stabilności w podbitym kraju a nierozważnymi zapędami moskalofilskich działaczy, którzy dogadzając swoim kompleksom, usiłowali jak najprędzej przeistoczyć Galicję w prawdziwie rosyjski kraj, narażając na szwank względny spokój społeczny

Organizacje moskalofilskie popierały najradykalniejszych rusyfikatorów Galicji (m.in. Władimira Bobrinskiego i arcybiskupa Eulogiusza (Gieorgijewskiego), wysyłały do Petersburga skargi przeciwko wojskowej administracji. Organ Russkiej Partii Ludowej, Prikarpatskaja Rus' , otwarcie polemizował z pismem rządowym Lwowskoje Wojennoje Słowo, co doprowadziło do kilkakrotnej konfiskaty gazety i nałożenia na nią ograniczeń w treści w styczniu 1915. Część moskalofilów przyjęła jednak odmienną postawę. Semen Bendasiuk krytykował projekt sprowadzania do Galicji nauczycieli rosyjskich, zaś Dmytro Markow negatywnie odnosił się do planów rosyjskiej kolonizacji.

### Polityka wyznaniowa

#### Działalność rosyjskich władz wojskowych
W ocenie carskiej administracji zaprowadzenie w Galicji prawosławia stanowiło najpewniejszą gwarancję jedności prowincji z Rosją. Wojskowe władze generał-gubernatorstwa były jednak zdania, że natychmiastowe siłowe nawracanie miejscowej ludności na prawosławie może przyczynić się do spadku popularności Rosjan. O ile ukraiński ruch narodowy był tępiony w sposób bezwarunkowy, do Kościoła greckokatolickiego podchodzono początkowo z większą tolerancją, traktując go jako lokalną wersję "russkiej wiary" (tj. prawosławia), przyczyniającą się do zahamowania procesów latynizacji i polonizacji galicyjskich Ukraińców. Kościół greckokatolicki uważano również za zjawisko tymczasowe, które zaniknie samo po ostatecznym zjednoczeniu Galicji z Rosją, gdy mieszkańcy prowincji z własnej woli przejdą na prawosławie. Przekonanie takie wyrażał w korespondencji z carem Mikołajem II minister spraw zagranicznych Siergiej Sazonow i jego wytyczne zamierzał realizować generał-gubernator Galicji i Bukowiny.
23 września 1914 generał-gubernator, na spotkaniu z przedstawicielami katolickich obrządków łacińskiego, ormiańskiego i wschodniego, zadeklarował całkowitą tolerancję wyznaniową, zakazał jedynie ataków na prawosławie. Władze okupacyjne ogłosiły pięć zasad postępowania w sprawach religijnych:
- zachowanie tolerancji w odniesieniu do wszystkich wyznań, co oznaczało także zakaz siłowego nawracania na prawosławie,
- zezwolenie na przejmowanie parafii greckokatolickich przez duchownych prawosławnych, gdy 75% parafian poparło takie rozwiązanie,
- zakaz wszelkich działań antyprawosławnych,
- zakaz obejmowania parafii przez duchownych, którzy w 1914 zbiegli z prowadzonych placówek,
- potwierdzanie przez gubernatora prawa do podjęcia pracy duszpasterskiej w przypadku każdego duchownego katolickiego lub żydowskiego[15].

Najbardziej istotnym elementem rosyjskiej polityki wyznaniowej był stosunek do Kościoła greckokatolickiego, dominującego wyznania wśród Ukraińców galicyjskich. W momencie wkroczenia armii rosyjskiej w granice Austro-Węgier znaczna część parafii greckokatolickich pozostawała bez proboszczów, gdyż duchowni zostali uwięzieni przez władze austriackie pod zarzutem moskalofilstwa bądź uciekli w obawie przed nadchodzącymi Rosjanami. Nieliczne gminy deklarowały chęć konwersji na prawosławie. Generał-gubernator Gieorgij Bobrinski uważał, że prowadzenie zmasowanej kampanii na rzecz prawosławia nie przyniesie pozytywnych efektów i wstrzymał się od jej organizacji. Władze wojskowe zakładały sprowadzanie duchownych prawosławnych jedynie do miejscowości, gdzie wyraźnie żądała tego ludność.
Represje wymierzone w duchowieństwo greckokatolickie nie były umotywowane względami religijnymi, ale narodowymi; dotknęły jedynie nieliczną grupę głoszącą jednoznacznie antyrosyjskie poglądy. Do lutego 1915 internowanych zostało z tego powodu 20 duchownych greckokatolickich, jak również 13 kapłanów i 12 zakonników rzymskokatolickich. Jak podkreśla W. Osadczy

(...) nie można mówić o specjalnie surowych środkach w traktowaniu podejrzanych o nielojalność duchownych. Nie były one porównywalne z okrucieństwem wszędzie tropiącej nastroje rusofilskie soldateski austriackiej, a zwłaszcza węgierskiej, ofiarą której w Galicji stały się dziesiątki tysięcy chłopów i duchownych

Za wroga Rosji i prawosławia jeszcze przed wybuchem wojny uznano w Rosji greckokatolickiego metropolitę Andrzeja Szeptyckiego. Formalną przyczyną jego aresztowania ogłoszono jego homilię z 6 września 1914, mimo braku w niej akcentów politycznych. Już po zatrzymaniu hierarchy za dodatkowe przyczyny uzasadniające areszt uznano listy pasterskie z lipca i sierpnia 1914, w których metropolita apelował o wierność wobec Habsburgów, zaś pokonanie Rosji uważał za warunek niezbędny dla budowy niepodległego państwa ukraińskiego. Szeptycki został aresztowany i wywieziony początkowo do Niżnego Nowogrodu, następnie do Kurska, i ostatecznie do więzienia w Suzdalu.
Prasa zachodnia donosiła o popełnianiu przez wojska rosyjskie zbrodni na cywilnej ludności niechętnej prawosławiu oraz na duchownych katolickich. Zdaniem W. Osadczego informacje te są mało wiarygodne i należy zaliczyć je do propagandy wojennej. Miały natomiast miejsce przypadki dyskryminacji Kościoła greckokatolickiego w postaci konfiskat cerkwi (pod pretekstem niezastosowania się duchowieństwa do zasady nieatakowania prawosławia), rozdawania ulotek o treści antykatolickiej, przymusowego sprowadzania duchownych prawosławnych. Władze rosyjskie planowały także podnieść wydział teologiczny uniwersytetu w Czerniowcach do rangi Akademii Duchownej i rozważały odbudowę Skitu Maniawskiego. Ministerstwo Spraw Wewnętrznych Rosji sugerowało zakładanie nowych monasterów w tradycyjnych galicyjskich miejscach kultu. Najbardziej zdecydowane kroki na rzecz umacniania prawosławia miały jednak zostać podjęte dopiero po zakończeniu wojny.

#### Działalność arcybiskupa Eulogiusza

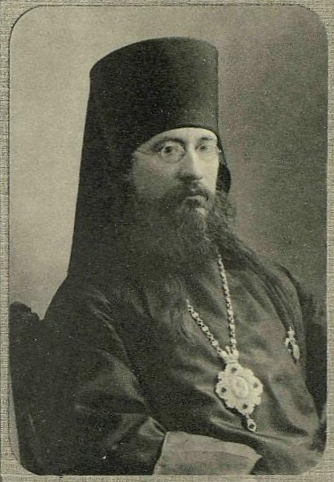
Arcybiskup wołyński i żytomierski Eulogiusz kierował strukturami prawosławnymi w Galicji i koordynował akcję propagowania tego wyznania kosztem Kościoła greckokatolickiego

Rosyjski Kościół Prawosławny natychmiast po zajęciu Galicji postanowił podjąć działania na rzecz natychmiastowego nawrócenia miejscowej ludności na prawosławie. 26 sierpnia 1914 oberprokurator Świątobliwego Synodu Rządzącego Władimir Sabler, bezpośrednio po posiedzeniu Synodu, w czasie którego omawiana była kwestia galicyjska, udał się do cara Mikołaja II w celu uzyskania zgody na skierowanie do Galicji prawosławnego biskupa rosyjskiego. Sugerowanym kandydatem na ten urząd był Antoni, arcybiskup charkowski, wcześniej wieloletni arcybiskup wołyński i żytomierski, organizator kampanii propagandy prawosławia w Galicji w pierwszych dziesięcioleciach XX wieku. Mikołaj II wskazał jednak arcybiskupa wołyńskiego Eulogiusza, którego eparchia bezpośrednio sąsiadowała z Galicją. Hierarcha ten zasłynął w Imperium Rosyjskim jako jeden z architektów rusyfikacji Chełmszczyzny. Arcybiskup Eulogiusz był zwolennikiem rozpoczęcia natychmiastowej kampanii na rzecz propagowania prawosławia i na tym tle wszedł w konflikt z bardziej umiarkowaną administracją wojskową. Jego przyjazd został negatywnie odebrany przez galicyjskich Polaków i z rezerwą przez Ukraińców. Obawiając się zaognienia sytuacji w Galicji wskutek działań Eulogiusza, wyższe władze wojskowe, w tym wódz naczelny, wyraźnie sygnalizowali konieczność prowadzenia polityki wyznaniowej w Galicji według zasad przedstawiony przez generał-gubernatora Bobrinskiego.
Arcybiskup Eulogiusz w porozumieniu ze Świątobliwym Synodem Rządzącym, a także carem Mikołajem II, opracował własny program działania. Zapowiedział sprowadzenie duchownych z Rosji do pracy wśród konwertytów z wyznania greckokatolickiego, założenie sieci bibliotek misyjnych, uzupełnienie wyposażenia świątyń o utensylia i księgi liturgiczne oraz wydawnictwa teologiczne. Hierarcha twierdził, że galicyjscy Ukraińscy wyznania unickiego zachowali "prawosławną duszę" i w związku z tym żądania, by zaprzestał działań na rzecz propagowania prawosławia są całkowicie nieuzasadnione. Tylko w ostatnich dniach sierpnia i we wrześniu 1914 Eulogiusz i jego biskup pomocniczy, Dionizy (Waledyński), przyjęli do Kościoła prawosławnego ponad 2500 galicyjskich Ukraińców. Arcybiskup domagał się zezwolenia na zajęcie soboru św. Jura i jego adaptację na sobór katedralny nowej eparchii prawosławnej oraz na konfiskatę jednego z klasztorów bazyliańskich lub jezuickich w celu organizacji centrum eparchialnego i jego własnej rezydencji (tymczasowo zamieszkiwał w Ławrze Poczajowskiej). W październiku 1914 zaapelował do duchowieństwa eparchii chełmskiej o zgłaszanie się do pracy misyjnej w Galicji. Według szacunków arcybiskupa Eulogiusza do początku 1915 na prawosławie przeszło 60 parafii greckokatolickich z blisko 100 tys. wiernych. Hierarcha prognozował, że proces konwersji będzie trwał.
W miarę budowania przez rząd rosyjski strategicznych wizji funkcjonowania Galicji w ramach Imperium Rosyjskiego sytuacja wyznaniowa w prowincji była uważniej niż dotąd analizowana. Również Świątobliwy Synod Rządzący pozytywnie odpowiedział na apele arcybiskupa Eulogiusza w zakresie organizacji misji prawosławnych w Galicji. W lutym hierarcha uzyskał stałą rezydencję we Lwowie i stałych współpracowników tworzących tymczasowy zarząd struktur prawosławnych w prowincji. Po zakończeniu działań wojennych miały one przekształcić się w samodzielną eparchię. Podjęto rekrutację duchowieństwa białoruskiego i ukraińskiego do pracy w Galicji, wymagając od kandydatów na misjonarzy znajomości miejscowego języka. Od lutego do kwietnia 1915 Eulogiusz otrzymał ponad 76 tys. rubli na swoją działalność. W swoich raportach do Synodu hierarcha zapewniał o powodzeniu akcji nawracania grekokatolików i informował, iż pod jego kontrolą pozostaje 130 parafii prawosławnych, nie wszystkie posiadały jednak stałych duchownych. Dane rosyjskiej administracji wojskowej wskazywało na aktywną działalność w Galicji 86 kapłanów.

## Wycofanie się Rosjan z Galicji w 1915
Przegrana bitwa pod Gorlicami zmusiła wojsko i administrację rosyjską do opuszczenia Galicji w czerwcu 1915. 22 czerwca tego roku wojsko austriackie ponownie zajęło Lwów. Wojsko rosyjskie, wycofując się z miast Galicji, zrabowało mienie miejscowych fabryk, sukna, utensylia medyczne, szereg przedmiotów o wartości artystycznej. Do wymarszu razem z Rosjanami zmuszono mężczyzn w wieku 17-45 lat. Dobrowolnie opuścili Galicję moskalofile z rodzinami, obawiający się represji powracającej administracji austriackiej. Szacując ogólną liczbę wychodźców, rosyjski dziennik Dien'  podawał nawet 100 tys. Główny obóz tymczasowy dla uchodźców został założony w Szubkowie w rejonie Równego. W miarę postępów wojsk austriackich kolonie uchodźców przenoszono dalej na wschód.

## Polityka rosyjska 1916-1917
Rosjanie odzyskali kontrolę nad Galicją i Bukowiną po ofensywie Brusiłowa. Nowym generał-gubernatorem mianowano Fiodora Trepowa w miejsce uznanego za zbyt liberalnego Gieorgija Bobrinskiego. Zmodyfikowano także podział administracyjny generał-gubernatorstwa, które dzieliło się odtąd jedynie na gubernię czerniowiecką (gub. Ligin) i tarnopolską (gub. Czartoryżski).
Polityka Rosjan w czasie drugiej okupacji Galicji wyraźnie różniła się od postępowania administracji carskiej w latach 1914-1915. Zaprzestano rusyfikacji ludności ukraińskiej, zezwalając na używanie języka ukraińskiego w części szkół. Ograniczono także skalę wywózek ukraińskich działaczy narodowych, które stały się elementem działalności kontrwywiadu wojskowego. Nadrzędnym celem administracji stało się zaspokojenie potrzeb wojska i zapewnienie spokoju w prowincji sąsiadującej z linią frontu. W związku z tym moskalofile, odgrywający znaczną rolę w czasie pierwszej okupacji, w latach 1916-1917 nie mieli w Galicji większego znaczenia. Ludność Galicji jednoznacznie opowiadała się za ukrainofilami. Spadek znaczenia rusofilów wynikał także z faktu, że większość z nich wycofała się razem z wojskami rosyjskimi w 1915, ci zaś, którzy pozostali, zostali poddani represjom po powrocie władzy austriackiej.

## Wycofanie się Rosjan. Likwidacja generał-gubernatorstwa
22 kwietnia 1917 krajowym komisarzem gubernatorstwa (z prawami generał-gubernatora) został Dmytro Doroszenko. W sierpniu 1917 w związku z ostatecznym wycofaniem się wojsk rosyjskich generał-gubernatorstwo przestało istnieć.